# Centro-A
Um centro A' é um tipo de defeito cristalográfico complexo em silício que consiste em um defeito de espaço vazio e uma impureza no átomo de oxigênio. Em geral, o oxigênio no silício é intersticial, no qual o átomo de oxigênio rompe a ligação covalente entre dois átomos de silício adjacentes e está preso no meio.  Centro A é visível em espectros infravermelhos com um comprimento de onda de 12 μm.